# Дителлурид трипалладия
Дителлурид трипалладия — бинарное неорганическое соединение
палладия и теллура
с формулой Pd3Te2,
кристаллы.

## Получение
- Сплавление стехиометрических количеств чистых веществ:

{\displaystyle {\mathsf {3Pd+2Te\ {\xrightarrow {507^{o}C}}\ Pd_{3}Te_{2}}}}

## Физические свойства
Дителлурид трипалладия образует кристаллы нескольких модификаций:
- ромбическая сингония, параметры ячейки a = 0,7900 нм, b = 1,2687 нм, c = 0,3858 нм, Z = 4;
- ромбическая сингония, пространственная группа A mam, параметры ячейки a = 0,905 нм, b = 1,354 нм, c = 0,755 нм, Z = 8.